# Ronald Weckesser
 Ronald Weckesser (* 25. Dezember 1948 in Magdeburg) ist ein deutscher Politiker. Zwischen 1999 und 2009 war er Abgeordneter im Sächsischen Landtags für die Partei Die Linke, welcher er bis zu seinem Austritt 2009 angehörte.

## Leben
Ronald Weckesser absolvierte nach dem Abitur von 1968 bis 1972 ein Studium an der TH Ilmenau und schloss dieses mit dem Diplom ab. Von 1973 bis 1975 leistete er seinen Grundwehrdienst bei der NVA ab. In den Jahren 1975 bis 1978 erhielt er eine Aspirantur an der TH Ilmenau. Danach war er von 1978 bis 1990 wissenschaftlicher Mitarbeiter im Bereich Forschung und Entwicklung und später Gruppenleiter im Kombinat Robotron Dresden. Nach der Wiedervereinigung war er von 1990 bis 1996 als Technologe bei der SMT & Hybrid GmbH Dresden tätig. Danach wechselte er seine berufliche Ausrichtung und wurde von 1996 bis 1999 wissenschaftlicher Mitarbeiter bei der Landtags- und Bundestagsabgeordneten Christine Ostrowski in Dresden.

## Politik
Ronald Weckesser trat 1975 in die SED ein und blieb nach der Wende Mitglied der Nachfolgepartei PDS. Innerhalb der PDS war er bis 2001 Mitglied des Stadtvorstands Dresden und des Landesvorstands Sachsen. Auf kommunaler Ebene war er von 1990 bis 1994 Stadtverordneter und seit 1994 Stadtrat in Dresden. Im Oktober 1999 zog er in den Sächsischen Landtag ein. Dort war er Mitglied im Ausschuss für Umwelt und Landwirtschaft sowie im Sonderausschuss Demografische Entwicklung und ihre Auswirkungen auf die Lebensbereiche der Menschen im Freistaat Sachsen sowie ihre Folgen für die politischen Handlungsfelder.
Weckesser galt als Vertreter des pragmatischen Flügels, im Gegensatz zu den linksextremistischen bzw. linkspopulistischen Elementen innerhalb seiner Partei. So wurde er, auch außerhalb seiner Partei, in Sachsen als „Vater des schuldenfreien Sozialismus“ bezeichnet.
Im Streit um die Privatisierung kommunalen Eigentums verließ 2006 eine Gruppe linker Abgeordneter die Dresdner Stadtratsfraktion der Linkspartei (Linkspartei.PDS) und erklärte sich zur eigentlichen Fraktion der Partei Die Linke. Weckesser verblieb zusammen mit Christine Ostrowski in der bisherigen Stadtratsfraktion und firmierte bis 2009 unter Linksfraktion.PDS.
Vom 20. März 2006 bis 26. Oktober 2007 war Ronald Weckesser Mitglied im Verwaltungsrat der Landesbank Sachsen.
Am 11. September 2008 stimmte er einem Antrag des Nationalen Bündnisses, dem die rechtsextreme NPD angehört, im Dresdner Stadtrat zu, in dem es um eine Schweigeminute zum Gedenken „für die Opfer des 11. September“ ging und der eine Mehrheit fand, da davon ausgegangen wurde, dass die Opfer der Terroranschläge am 11. September 2001 gemeint seien (später hieß es, dass in Wirklichkeit der Antrag auf am 11. September 1944 gefallene Soldaten der Wehrmacht abgezielt habe). Obwohl Weckesser dies kurz darauf als eindeutigen politischen Fehler bezeichnete und klarstellte, dass es „gemeinsam mit Nazis (…) kein Gedenken geben“ könne, wurden Forderungen nach einem Parteiausschluss von Weckesser erhoben. Die Fraktion berief ihn daraufhin aus seinen Ämtern als haushalts- und finanzpolitischen Fraktionssprecher und Vorsitzender des Haushalts- und Finanzausschusses ab und leitete ein Ausschlussverfahren ein, das im Dezember 2008 eingestellt wurde.
Am 1. Juni 2009 erklärte Weckesser seinen Austritt aus der Partei Die Linke und kritisierte insbesondere das kurz zuvor beschlossene Bundestagswahlprogramm sowie den Parteivorsitzenden Lafontaine, den er als „rachsüchtigen Egomanen“ bezeichnete. Nach der Landtagswahl 2009 schied er aus dem sächsischen Landesparlament aus.